# Dominik Stehle
Dominik Stehle (15 ottobre 1986) è un ex sciatore alpino tedesco.

## Biografia
È figlio di Peter e fratello di Johannes, a loro volta sciatori alpini. Slalomista puro attivo in gare FIS dal dicembre del 2001, Stehle ha esordito in Coppa Europa il 25 novembre 2006 a Salla (36º) e in Coppa del Mondo il 28 gennaio 2007 a Kitzbühel, senza concludere la prova. In Coppa Europa ha ottenuto il primo podio il 2 gennaio 2015 a Chamonix (3º) e l'unica vittoria il 10 febbraio dello stesso anno a Oberjoch; il 26 gennaio 2016 ha ottenuto a Schladming il suo miglior piazzamento in Coppa del Mondo (4º) e l'anno dopo ai Mondiali di Sankt Moritz 2017, suo esordio iridato, si è classificato 21º nello slalom speciale.
Ha ottenuto l'ultimo podio in Coppa Europa il 15 marzo 2018 a Soldeu/El Tarter (2º); l'anno dopo ai Mondiali di Åre 2019, sua ultima presenza iridata, non ha completato lo slalom speciale. Si è ritirato al termine della stagione 2019-2020 e la sua ultima gara è stata lo slalom speciale di Coppa del Mondo disputato l'8 febbraio a Chamonix, non completato da Stehle.

## Palmarès

### Coppa del Mondo
- Miglior piazzamento in classifica generale: 71º nel 2016

#### Coppa del Mondo - gare a squadre
- 1 podio:
  - 1 secondo posto

### Coppa Europa
- Miglior piazzamento in classifica generale: 22º nel 2015
- 6 podi:
  - 1 vittoria
  - 1 secondo posto
  - 4 terzi posti

#### Coppa Europa - vittorie
| Data             | Località | Paese    | Specialità |
| ---------------- | -------- | -------- | ---------- |
| 10 febbraio 2015 | Oberjoch | Germania | SL         |

Legenda:

SL = slalom speciale

### Campionati tedeschi
- 8 medaglie:
  - 3 ori (slalom speciale nel 2007; slalom speciale nel 2012; slalom speciale nel 2019)
  - 5 argenti (supercombinata nel 2007; slalom gigante nel 2013; slalom speciale nel 2016; slalom speciale nel 2017; slalom speciale nel 2018)